# Saraktasch
Saraktasch (russisch Саракта́ш) ist eine Siedlung in der Oblast Orenburg (Russland) mit 17.235 Einwohnern (Stand 14. Oktober 2010).

## Geographie
Die Siedlung liegt am Rande der südlichen Ausläufer des Uralgebirges, knapp 90 km Luftlinie östlich des Oblastverwaltungszentrums Orenburg unweit der Mündung des Bolschoi Ik (Großen Ik) in den Ural-Nebenfluss Sakmara.
Saraktasch ist Verwaltungszentrum des gleichnamigen Rajons Saraktasch.

## Geschichte
Der Ort entstand im Zusammenhang mit dem Bau der Eisenbahnstrecke von Orenburg nach Orsk 1913 zunächst als Siedlung bei einer Bahnstation. Den Namen erhielten Bahnhof und Siedlung vom alten, sechs Kilometer nördlich am jenseitigen, rechten Ufer der Sakmara gelegenen tatarischen Dorf Saraktasch, das in Folge in Tatarski Saraktasch umbenannt wurde.
Am 4. Januar 1931 wurde die Verwaltung des Rajons Petrowskoje aus dem 20 km nordöstlich gelegenen Dorf Petrowskoje nach Saraktasch verlegt; der Rajon zugleich umbenannt. 1939 erhielt der Ort den Status einer Siedlung städtischen Typs. Seit einer Verwaltungsreform im Jahre 2004 ist Saraktasch wieder ländliche Siedlung.

### Bevölkerungsentwicklung
| Jahr | Einwohner |
| ---- | --------- |
| 1939 | 6.155     |
| 1959 | 12.075    |
| 1970 | 13.774    |
| 1979 | 14.890    |
| 1989 | 16.250    |
| 2002 | 17.510    |
| 2010 | 17.235    |

Anmerkung: Volkszählungsdaten

## Kultur und Sehenswürdigkeiten

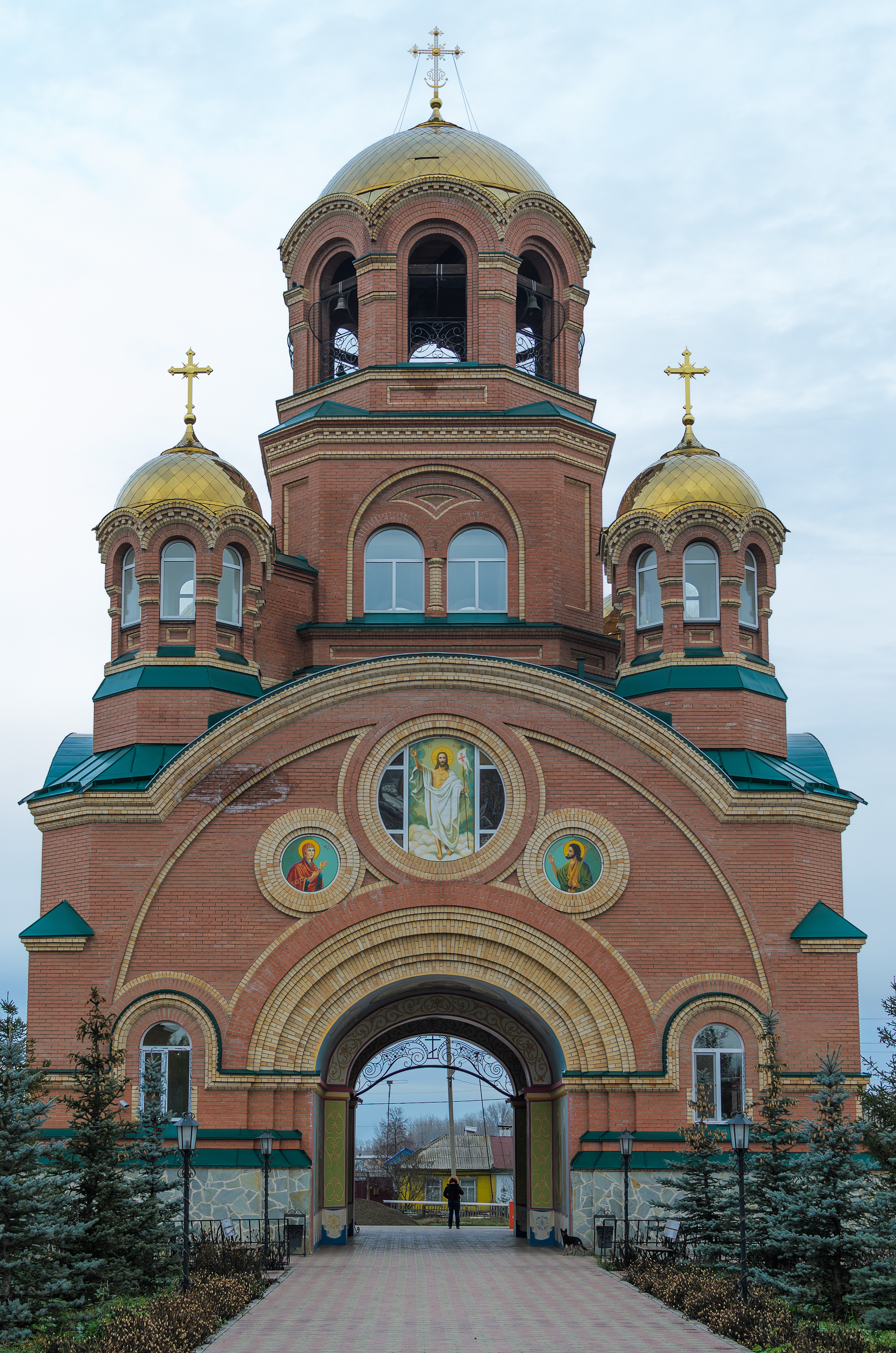
Kloster der Heiligen Dreifaltigkeit im Saraktasch

In Saraktasch entstand seit Anfang der 1990er-Jahre das große russisch-orthodoxe Dreifaltigkeits-Kloster und „Barmherzigkeits-Zentrum“ (russisch Свято-Троицкая обитель/Swjato-Troizkaja obitel). Seit 1982 existiert ein Heimatmuseum.

## Wirtschaft und Infrastruktur

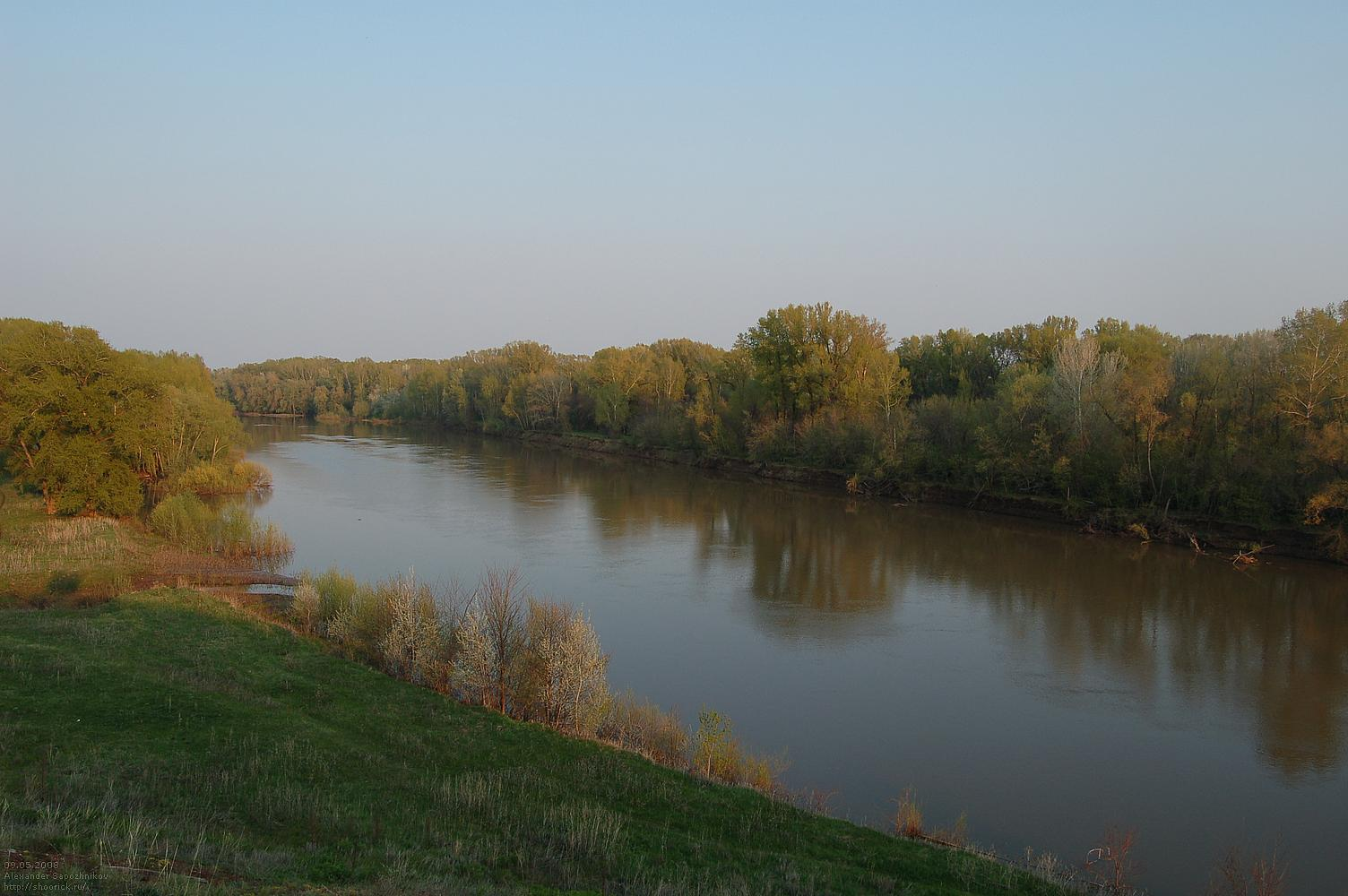
Die Sakmara bei Saraktasch

Saraktasch ist Zentrum eines Landwirtschaftsgebietes. Im Ort gibt es eine Fabrik für Pumpen und Hydraulikausrüstungen sowie Betriebe der Lebensmittel- und Leichtindustrie und der Bauwirtschaft.
Die Siedlung liegt an der Strecke der Trans-Aral-Eisenbahn (Streckenkilometer 104), die von der Südural-Eisenbahn betrieben wird. Parallel zur Bahnstrecke führt auch eine Lokalstraße. In südlicher Richtung besteht beim 30 km entfernten Dorf Nowotscherkassk Anbindung an die Regionalstraße R336, die dort dem Fluss Ural von Orenburg nach Orsk folgt.